# Vervò
Vervò é uma comuna italiana da região do Trentino-Alto Ádige, província de Trento, com cerca de 676 habitantes. Estende-se por uma área de 15 km², tendo uma densidade populacional de 45 hab/km². Faz fronteira com Taio, Cortaccia sulla Strada del Vino (BZ), Tres, Ton, Roverè della Luna.